# ورخنیه ترمی
ورخنیه ترمی (انگلیسی: Verkhniye Termy) یک شهرک در شهرستان چیشمینسکی در استان باشقیرستان کشور روسیه است.